# Thornburghiella meyi
Thornburghiella meyi är en tvåvingeart som beskrevs av Jezek 1992. Thornburghiella meyi ingår i släktet Thornburghiella och familjen fjärilsmyggor.
Artens utbredningsområde är Kazakstan. Inga underarter finns listade i Catalogue of Life.